# Embaixada de Mianmar em Brasília
A Embaixada de Mianmar em Brasília é a principal representação diplomática mianmarense no Brasil. As relações diplomáticas entre Mianmar e o Brasil iniciaram em 1 de setembro de 1982, mas a embaixada só foi aberta em 24 de março de 1996. Esta embaixada, por sua vez, também liga o país à Argentina, Chile, Colômbia e Peru. O atual embaixador é Myo Tint.